# Endozepin
Endozepiner är en endogen substans vars effekt påminner om bensodiazepiner. De binder båda till bensodiazepinreceptorn på GABA-receptorer och potentierar därmed receptorns förmåga att leda kloridjoner. De syntetiseras och utsöndras bland annat av astrogliaceller, som svar på signalämnet somatostatin.